# آلفين إي. دود
آلفين إي. دود (بالإنجليزية: Alvin E. Dodd)‏ هو مهندس أمريكي، ولد في 11 مارس 1883، وتوفي في 2 يونيو 1951.